# Cavernularia malabarica
Cavernularia malabarica is een Pennatulaceasoort uit de familie van de Veretillidae. De wetenschappelijke naam van de soort is voor het eerst geldig gepubliceerd in 1894 door Fowler.